# Moutai
Moutai o Maotai es un tipo de baijiu o licor chino, producido en el pueblo homónimo, en la ciudad de Renhuai, provincia de Guizhou, al sudoeste de China.
El Moutai (D.O.P), que es posiblemente el más famoso de los baijiu, se obtiene del proceso de destilación de un fermento de sorgo y trigo, y se produce exclusivamente a las orillas del río Chishui en la ciudad de Moutai. Es el originador y referente del licor aromático koji Jiang de China. Hace un siglo atrás, el Moutai fue nombrado como uno de los tres destilados principales del mundo, junto con el cognac francés y el whisky británico. Moutai tiene una historia muy larga. En 135 a. C., su predecesor, el licor Jujiang, fue elegido como un tributo imperial. Hoy en día, la tradicional y antigua técnica se integra perfectamente con la tecnología moderna para la creación de la marca de licor destilado n.º 1 y una de las marcas de bebidas espirituosas más valuadas en el mundo, el "Kweichow Moutai".

## Historia
El Moutai es originario de la provincia de Guizhou, de una vasta tradición vinícola. La receta del Moutai actual data de la Dinastía Qing, durante el siglo XVII,  y comenzó a obtener fama mundial a partir de 1915, luego de ser premiado durante la celebración de la inauguración del Canal de Panamá.
En 1951, dos años después de la fundación de la República Popular China, el Moutai fue declarado "licor nacional", convirtiéndose así en un símbolo de esa nación, siendo en numerosas ocasiones utilizado como agasajo para mandatarios y visitantes notables del extranjero.
El Moutai fue el primer licor en China en ser producido a gran escala. Actualmente se venden al año más de 200 toneladas en 100 países alrededor del mundo.
En el año 2007 se produjeron 6800 toneladas de Moutai, lo cual es el equivalente a 7.5 millones de litros. Durante el año 2006 Moutai reportó una facturación de 5300 millones de yuan, equivalente a 690 millones de dólares.

## Origen
El Kweichow Moutai está elaborado a base de sorgo orgánico y trigo de calidad. El proceso completo de elaboración alcanza a más de 5 años, razón por la que se lo puede apreciar aromático, intenso y a su vez delicado, con una excelente calidad. En la industria de licores de China, el Moutai es la única bebida saludable que ha obtenido el título de "Alimento Verde", "Alimento Orgánico" y es un producto lleno de certificaciones geográficamente representativas otorgadas por las autoridades chinas.
El pueblo Moutai, conocido como "El Primer Pueblo Productor de Licores", se encuentra en un área de 15.03km2, el cual es el único lugar capaz de producir el Moutai. Ubicado en el valle del río y rodeado por montañas, con un invierno suave y un verano intenso, éste es el lugar ideal para el desarrollo y reproducción de los microorganismos requeridos la producción del Moutai. Además en los últimos 2.000 años, las actividades de elaboración de licores han domesticado y seleccionado los grupos de microorganismos, conformando un ambiente único e inigualable para los mismos, y creando así un estilo único para el Moutai.
La estructura geológica y geomorfológica del pueblo de Moutai está conformado principalmente por rocas púrpuras de shale y conglomerado, de los Períodos Jurásico y Cretáceo. Forma una capa de tierra color púrpura, con un nivel de PH moderado y una buena permeabilidad del agua. El agua superficial y el agua subterránea fluyen a través ambas orillas de las capas de suelo, desembocando en el río Chishui para formar una fuente de agua de alta calidad con un nivel de PH moderado y abundantes elementos minerales para la elaboración del licor Moutai.

## Materia Prima
El sorgo glutinoso, un antiguo grano originario de esta región, es la única y la mejor opción para producir Moutai. El koji del Moutai es producto del uso de una antigua técnica en un trigo orgánico de calidad. Para obtener esta materia prima de calidad, los agricultores deben cumplir estrictamente con los requisitos de alimentos orgánicos y respetar las prácticas agrícolas tradicionales.
Aprovechando la esencia de la naturaleza, las estaciones suplen las necesidades para la elaboración del Moutai, el cual es un patrimonio cultural confidencial, intangible y protegido nacionalmente por China, tratado como un fósil cultural viviente. Desde la obtención de la materia prima hasta la obtención del producto finalizado, cada botella de licor Moutai pasa por 30 flujos de proceso y 165 procedimientos artesanales, en aproximadamente 5 años.

## Comercialización
La producción del Moutai se clasifica en botellas de consumo nacional y comercialización internacional. Actualmente es el Moutai tiene distribuidores oficiales en varios países. En Argentina, la distribución oficial está a cargo de Haoran Trade International S.A., y están disponibles tres series de la familia: Línea clásica, Línea Añejo y Línea Aromática.
La serie de Moutai Clásico tiene dos variedades: 53% Vol y 43% Vol. Entre ellos, el Flying Fairy Moutai con 53% Vol, es el producto principal de Kweichow Moutai. Con un prominente aroma al estilo Jiang, elegante, intenso, delicado, con un retrogusto largo y una fragancia que perdura en la copa vacía, el Flying Fairy Moutai es el producto estrella de China y ha ganado muchos premios internacionales. Unas de las principales características de este licor, es que no tiene efectos de resaca ni deja sensación de sequedad en boca, pero por sobre todo que su calidad aumenta y su aroma se hace más intenso con el paso de los años.
Los Moutai Añejo tienen licores de 15 años en adelante como licor base y se mezclan con licores producidos en diferentes años y seleccionados estrictamente por enólogos especializados en la elaboración de estos licores, los cuales son de distintos tipos, con diferentes capas y aromas, para producir un licor Moutai final rico en cuerpo y de diferentes categorías. En términos generales, según su edad y la calidad, el licor Moutai Añejo se clasifica en cuatro variedades: 15 años, 30 años, 50 años y 80 años. Excelentes maestros chinos de arte, usan artesanías nacionales tradicionales como el grabado en madera chino, arcilla púrpura y cerámica para crear botellas y cajas preciosas, con un estilo clásico oriental. Cada variedad de Moutai Añejo muestra su valor artístico distintivo.

## Conservación
Se dice que el Moutai tiene vida. Con el pasar de los años, el color del licor transparente comienza a tomar un tono sutilmente dorado con brillo delicado, rico y suave en su aroma y sabor. Para una mejor conservación, selle la botella y consérvela en un lugar seco y ventilado, a temperatura ambiente y lejos de la luz. Luego del descorche, bébalo íntegro o vuelva a sellarlo en breve.